# Кубок Греції з футболу 1958—1959
Кубок Греції 1958—59 — 17-й розіграш Кубка Греції.
Фінал відбувся 5 липня 1959 на стадіоні Апостолос Ніколаїдіс (Афіни). Зустрілися команди Олімпіакос та Докса Драма. Олімпіакос виграв з рахунком 2:1.

## Чвертьфінали
| Господарі       | Результат  | Гості                 |
| --------------- | ---------- | --------------------- |
| Паніоніс        | 2-1        | Нікі Волос            |
| Аполлон Смірніс | 6-1        | Panamvrakikos Preveza |
| Докса Драма     | 1-0        | ПАОК                  |
| Олімпіакос      | 2-2 (д.р.) | АЕК                   |
| АЕК             | 1-3        | Олімпіакос            |

## Півфінал
| Господарі       | Результат  | Гості           |
| --------------- | ---------- | --------------- |
| Докса Драма     | 2-1        | Паніоніс        |
| Олімпіакос      | 1-1 (д.р.) | Аполлон Смірніс |
| Аполлон Смірніс | 0-2        | Олімпіакос      |

## Фінал
| 05.07.1959 |

| Олімпіакос                   | 2:1 | Докса Драма    |
| ---------------------------- | --- | -------------- |
| Christoforidis 52' Bebis 59' |     | Georgiadis 47' |

| Апостолос Ніколаїдіс, Афіни Арбітр: Stathatos |